# Asplenium × iidanum
Asplenium × iidanum là một loài dương xỉ trong họ Aspleniaceae. Loài này được Y.Shimura & K.Takiguchi mô tả khoa học đầu tiên năm 1979.
Danh pháp khoa học của loài này chưa được làm sáng tỏ. 